# Заозерье (Андреапольский район, возле озера Дешковского)
Заозерье — деревня в Андреапольском городском округе Тверской области.

## География
Находится в западной части Тверской области на расстоянии приблизительно 13 км на северо-запад по прямой от города Андреаполь на северном берегу озера Дешковское.

## История
Деревня еще не была отмечен на карте 1939 года. Ее отметили на карте 1980 года. До 2019 года входила в Торопацкое сельское поселение Андреапольского района до их упразднения.

## Население
Численность постоянного населения не была учтена как в 2002 году, так и в 2010.